# Водосвет
Водосветът се нарича освещаването на водата, служеща за осветителните и очистителните обреди. Този обред се осъществява чрез молитви, призоваване на Светия Дух и кръстообразно благославяне на водата посредством ръката на свещеника. Осветената вода става „лечителна за душите и телата и прогонваща всяка съпротива сила“.

## Произход от Библията
В Библията са описани редица събития, където тайната на човешкото спасение е свързано с водата, например Всемирния потоп, преминаването през Червено море, канарата с вода в Синайската пустиня, реката Иордан, къпалните Витезда, Силоам и други. Чрез кръщението си в Йордан, Иисус Христос освещава природата на водите и заповяда на последователите Си да ползват водата за кръщение. Поради тази символика на водата и връзката ѝ с тайната на религиозното спасение, Църквата я употребява от най-ранни времена не само в своите тайнства (Кръщение и Евхаристия), но и в някои обреди от очистителен и осветителен характер – като символ на живота и на възраждането, на очищението и освещението и като сила, която възражда, очиства, освещава човека и околната му среда, за да съдейства при създаването на новото небе и новата земя (Откровение, глава 21:1; 2 Петър 3:5 – 7) и за личното спасение на човека.
Първите стихове от Битие на Стария завет гласят: „В начало Бог сътвори небето и земята. А земята беше безвидна и пуста; тъмнина се стелеше над бездната, и Дух Божий се носеше над водата...“ (Битие 1:1 – 2).
В Новия завет се срещат още истории с вода:
- на сватбата в Кана Галилейска свършило виното и Господ Исус Христос превърнал в делвите водата във вино (Иоан 2:1 – 11).
- Исус Христос ходи по вода, когато се извила буря в морето и учениците се уплашили за земния си живот.
- два пъти се споменава освещаване на вода – при кръщението на Иисус Христос от св. Иоан Кръстител и при чудото в къпалнята Витезда

## Обреди
Богослужебният типик на Православната църква в съвременния си обем съдържа пет обреда за освещаване на вода:
1. освещаване на водата при св. Кръщение,
2. освещаване на водата при обновление на храм
3. велик водосвет – възпроизвежда освещаването на водата на река Йордан, когато Бог се явява и в трите си лица: чува се гласът на Бог Отец от небесата, който казва: „Този е Моят възлюбен син, в когото е Моето благоволение“, докато синът се кръщава от св. Йоан, а от небето като гълъб слиза Светият дух (Мат. 3 – 17)
4. малък водосвет
5. освещаване на т.нар. „Бабина вода“. (благословение на водата с изричане на молитви над жена в деня, когато е родила).

## Вяра в лечебната сила
В християнството на светената вода се придават силите да лекува и пази. Положителното действие на светената вода се проявява, когато към нея се пристъпва с вяра. Нейното присъствие укрепва вярата на хората.
Светената вода не действа „магично“, така че който се сдобие с нея, да се възползва от силата ѝ. Тя се освещава от Бога. По неговата воля солената вода може да се превърне в сладка.